# Stotnik Amerika: Državljanska vojna
Stotnik Amerika: Državljanska vojna je ameriški superjunaški film iz leta 2016, ki temelji na istoimenskem filmu iz Marvelovih stripov. Je nadaljevanje filmov Stotnik Amerika: Prvi maščevalec (2011) in Stotnik Amerika: Zimski vojak (2014) ter 13. film v filmskem vesolju Marvel (MCU). Film sta režirala Anthony in Joe Russo po scenariju, ki sta ga napisala Christopher Markus in Stephen McFeely. V filmu igrajo Chris Evans, Robert Downey Jr., Scarlett Johansson, Sebastian Stan, Anthony Mackie, Don Cheadle, Jeremy Renner, Chadwick Boseman, Paul Bettany, Elizabeth Olsen, Paul Rudd, Emily VanCamp, Marisa Tomei, Tom Holland, Frank Grillo, Martin Freeman, William Hurt in Daniel Brühl. V filmu pride do nesoglasja glede mednarodnega nadzora nad Maščevalci, zaradi česar razdeli ekipo na dve nasprotujoči si smeri – eno vodi Steve Rogers, drugo pa Tony Stark.
Razvoj filma se je začel konec leta 2013, ko sta Markus in McFeely začela pisati scenarij, ki si izposoja koncepte iz stripovske zgodbe "Civil War" iz leta 2006, hkrati pa se osredotoča na elemente zgodbe in likov iz prejšnjih filmov o Stotniku Ameriki za zaključek trilogije. Po pozitivnih ocenah na njegov predhodnik sta se brata Russo v začetku leta 2014 vrnila k režiji. Naslov filma je bil objavljen oktobra 2014, v naslednjih mesecih pa so se pridružili dodatni igralci. Snemanje se je začelo aprila 2015 v Pinewood Atlanta Studios v okrožju Fayette v Georgii. Nadaljevalo se je na območju Atlante, preden se je zaključilo v Nemčiji avgusta 2015, pri čemer je bil to prvi film, ki je uporabil digitalne 2D kamere IMAX (za osrednji prizor spopadov na letališču).
Stotnik Amerika: Državljanska vojna je bil premierno predvajan v gledališču Dolby v Hollywoodu v Los Angelesu 12. aprila 2016, v Združenih državah pa je bil predvajan 6. maja kot prvi film v tretji fazi MCU. Film je bil komercialno uspešen, saj je zaslužil več kot 1,1 milijarde dolarjev po vsem svetu, postal najbolj dobičkonosen film leta 2016 in prejel pozitivne ocene kritikov, kateri so pohvalili Evansov in Downeyjev nastop, akcijske prizore in tematiko.

## Vsebina
Leta 1991 je supervojak z poškodovanimi možgani James "Bucky" Barnes poslan iz baze Hydra v Sibirijo, da bi prestregel avtomobil, ki je prevažal zaboj seruma. Danes, približno eno leto po tem, ko so Ultrona premagali Maščevalci v državi Sokovia, Steve Rogers, Nataša Romanoff, Sam Wilson in Wanda Maximoff preprečijo Brocku Rumlowu, da bi ukradel biološko orožje iz laboratorija v Lagosu. Rumlow se razstreli in poskuša ubiti Rogersa. Maximoff telekinetično preusmeri eksplozijo, po nesreči uniči bližnjo stavbo in pri tem ubije več humanitarnih delavcev iz Wakande.
Thaddeus Ross, državni sekretar ZDA, obvesti Maščevalce, da se Združeni narodi (ZN) pripravljajo na sprejetje sporazuma Sokovia, ki bo ustanovil komisijo ZN za nadzor ekipe. Maščevalci so razdeljeni: Tony Stark podpira nadzor zaradi svoje vloge pri ustvarjanju Ultrona in uničenju Sokovie, medtem ko Rogers bolj verjame v lastno presojo kot v presojo politikov. Medtem Helmut Zemo izsledi in ubije Barnesovega starega skrbnika Hydre ter ukrade knjigo, ki povzroči Barnesovo spreobrnitev možganov. Na konferenci ZN na Dunaju, kjer naj bi ratificirali sporazume, bomba ubije kralja T'Chaka iz Wakande. Varnostni posnetki razkrijejo, da je bombnik Barnes, za katerega T'Chakin sin T'Challa priseže, da ga bo ubil. Ko ga Sharon Carter obvesti o tem, kje je Barnes in o namerah oblasti, da ga ubijejo, se Rogers odloči, da bo Barnesa, svojega prijatelja iz otroštva in vojnega tovariša, poskušal pripeljati sam. Rogers in Wilson izsledita Barnesa v Bukarešti in ga poskušata zaščititi pred T'Challo in njegovimi oblastmi, vendar vse štiri, vključno s T'Challo (Črni panter), ujamejo bukareštanska policija in James Rhodes. 
Medtem Zemo prebere knjigo, da aktivira Barnesovo spreobrnitev možganov. Zasliši Barnesa, nato pa ga izžene, da bi prikril svoj pobeg. Venda pa Rogers ustavi Barnesa. Ko se Barnes spet spametuje, pojasni, da je Zemo pravi dunajski bombnik in je želel lokacijo sibirske baze Hydra, kjer so drugi "zimski vojaki" z spreobrnjenemi možgani v kriogenem stanju. Ker Rogers in Wilson ne želita čakati na dovoljenje za prijetje Zema, postaneta prevaranta in za svojo ekipo zbereta Maximoffovo, Clinta Bartona in Scotta Langa. Z Rossovim dovoljenjem Stark zbere ekipo, ki jo sestavljajo Romanoff, Črni panter, Rhodes, Vision in Peter Parker, da ujame odpadnike. Starkova ekipa prestreže Rogersovo skupino na letališču Leipzig/Halle, kjer se spopadejo med seboj, dokler Romanoff ne dovoli Rogersu in Barnesu, da pobegneta. Ko Rogers in Barnes pobegneta, Rhodesa nehote ustreli Vision in postane delno paraliziran. Preostanek Rogersove ekipe ujamejo in pridržijo v zaporu Raft, Romanoff pa odide v izgnanstvo.
Stark odkrije dokaze, da je Barnes prevaral Zemo, in prepriča Wilsona, da mu pove Rogersovo destinacijo. Ne da bi o tem obvestil Rossa, Stark odide v objekt Sibirska Hidra in sklene premirje z Rogersom in Barnesom, ne da bi vedel, da jima na skrivaj sledi T'Challa. Ugotovijo, da je druge supervojake ubil Zemo, ki jim nato pokaže posnetke, ki razkrivajo, da so bili v avtomobilu, ki ga je Barnes prestregel leta 1991, Starkovi starši, ki jih je Barnes pozneje ubil. Besen, ker mu je Rogers to zamolčal, se Stark obrne proti obema, kar privede do hudega spopada, v katerem Stark uniči Barnesovo robotsko roko, Rogers pa onesposobi Starkov oklep. Rogers odide z Barnesom in za seboj pusti svoj ščit. Stark je zadovoljen, da se je maščeval za smrt svoje družine, medtem pa v Sokovii zaradi dejanj Maščevalcev Zemo poskuša storiti samomor, vendar ga ustavi Črni panter in ga odpelje k oblastem. 
Pozneje Stark priskrbi Rhodesu eksoskeletne opornice za noge, ki mu omogočajo, da spet hodi. V prizoru po koncu filma se Barnes, ki je dobil azil v Wakandi, odloči vrniti v kriogeni spanec, dokler ne najdejo zdravila za njegovo pranje možganov, pozneje pa Parker razišče značilnosti spletnih streljačin, ki jih je zanj izdelal Stark.

## Vloge
- Chris Evans - Steve Rogers/Stotnik Amerika

- Robert Downey Jr. - Tony Stark/Iron Man

- Scarlett Johansson - Nataša Romanoff/Črna vdova

- Sebastian Stan - Bucky Barnes/Zimski vojak

- Anthony Mackie - Sam Wilson/Falcon

- Don Cheadle - James "Rhodey" Rhodes/Vojni stroj

- Jeremy Renner - Clint Barton/Sokol

- Chadwick Boseman - T'Challa/Črni panter

- Paul Bettany - Vision

- Elizabeth Olsen - Wanda Maximoff

- Paul Rudd - Scott Lang/Ant-Man

- Emily VanCamp - Sharon Carter

- Tom Holland - Peter Parker/Spider-Man

- Marisa Tomei - May Parker

- Frank Grillo - Brock Rumlow

- Martin Freeman - Everett K. Ross

- William Hurt - Thaddeus Ross

- Daniel Brühl - Helmut Zemo